# Estadio Neza 86
Das Estadio Neza 86 ist ein Fußballstadion in Nezahualcóyotl, einer östlich von Mexiko-Stadt gelegenen Trabantenstadt im Bundesstaat Mexiko, die von vielen Mexikanern einfach nur Neza genannt wird. Es befindet sich auf dem Gelände des Hauptcampus der Universidad Tecnológica de Nezahualcóyotl und trägt den offiziellen Namen Estadio Universidad Tecnológica de Nezahualcóyotl.

## Geschichte des Stadions und seiner Nutzer
Es wird oft fälschlicherweise angenommen, dass das Stadion primär für die in Mexiko ausgetragene Fußball-Weltmeisterschaft 1986 erbaut wurde. Diese Annahme kann durch die Tatsache widerlegt werden, dass das Stadion bereits 1981 eröffnet wurde, während die WM-Vergabe an Mexiko erst 1983 erfolgte.

### CD Coyotes de Neza
Das Stadion wurde erbaut, um dem Club Deportivo Neza eine geeignete Heimspielstätte zur Verfügung zu stellen, denn seit dem Aufstieg von 1978 in die mexikanische Primera División mussten die Coyotes ihre Erstligaheimspiele unter unzureichenden Bedingungen bestreiten. Deportivo Neza nutzte das Stadion, das zunächst den Namen José López Portillo trug und anlässlich der WM 1986 seine heutige Bezeichnung erhielt, vom Zeitpunkt seiner Eröffnung im Jahr 1981 bis zum finanziell bedingten Rückzug des Vereins aus der Primera División zum Saisonende 1987/88.

### CF Potros Neza
Der Rückzug der Coyotes de Neza aus dem Profifußball schuf Raum für den neu gegründeten Club de Fútbol Potros Neza. Damit dieser Verein gleich in der damals noch zweitklassigen Segunda División starten durfte, wurde die Spielberechtigung für diese Liga durch den Kauf der Lizenz des gerade aus der Primera División abgestiegenen Teams der Correcaminos de la UAT erworben, das sich seinerseits die Erstligaspielberechtigung von Deportivo Neza gesichert hatte. Die Potros hatten denkbar günstige Startvoraussetzungen, schafften sie doch in ihrer ersten Saison 1988/89 auf Anhieb den sportlichen Aufstieg ins Fußballoberhaus. Die Mannschaft löste sich jedoch auf, nachdem die Spielberechtigung für die erste Liga noch vor Beginn der Saison 1989/90 an den CD Veracruz veräußert worden war.

### Toros Neza
Der nächste Verein, der die Rolle des Hauptfußballklubs der Stadt übernahm, wurden die Toros Neza, denen 1993 der Aufstieg in die Primera División gelang. In ihrer ersten Spielzeit wurden sie jedoch mit einem unerwarteten Problem konfrontiert. Der Mexikanische Fußballverband bezweifelte nämlich die Erstligatauglichkeit des Estadio de Neza und ließ es schon bald für Erstligaspiele sperren, so dass die Toros sich gezwungen sahen, 14 Heimspiele der Saison 1993/94 in Pachuca auszutragen. Nach einigen Modernisierungsmaßnahmen kam der Erstligafußball 1994/95 wieder ins Estadio Neza 86 zurück und verblieb dort bis zum Abstieg der Toros im Jahr 2000. In den beiden folgenden Jahren (2000/01 und 2001/02) fanden hier immerhin noch Zweitligaspiele statt, als die Toros in der Primera División 'A' spielten. Doch nach deren Lizenzverkauf an eine Mannschaft namens Gavilanes drohte dem Stadion der Leerstand.

### CF Atlante
Auf der Suche nach einem neuen Nutzer fand man den im benachbarten Mexiko-Stadt beheimateten CF Atlante, der kein eigenes Stadion hatte und im Aztekenstadion nur Gastrecht hatte. Weil Atlante die meisten seiner Heimspiele in den Spielzeiten 2002/03 und 2003/04 im Estadio Neza 86 bestritt, kam der Erstligafußball auf diese Weise nach Nezahualcóyotl zurück. Doch aufgrund von Spannungen zwischen dem Magistrat der Stadt Nezahualcóyotl und der Vereinsführung des Club Atlante zog der Verein sich während der Clausura 2004 aus dem Stadion zurück und absolvierte seine Heimspiele fortan wieder im Aztekenstadion.

## Fußball-Weltmeisterschaft 1986
Bei der 1986 in Mexiko ausgetragenen Fußball-Weltmeisterschaft diente das Estadio Neza 86 als Spielstätte für drei Vorrundenspiele der Gruppe E, in der auch Deutschland vertreten war. Allerdings absolvierte die deutsche Fußballnationalmannschaft sämtliche Gruppenspiele im Estadio La Corregidora in Querétaro, so dass hier nur die Gruppenspiele ohne deutsche Beteiligung ausgetragen wurden: Schottland – Dänemark (0:1) am 4. Juni, Dänemark – Uruguay (6:1) am 8. Juni und Schottland – Uruguay (0:0) am 13. Juni.

## Die heutige Nutzung des Stadions
Der Umzug von Atlante hätte erneut zu einem Leerstand des Stadions geführt. Um dies zu vermeiden, erwarb man für den CF Potros Neza eine Zweitligalizenz für die Saison 2004/05, die aber bereits nach einem Jahr an den Tampico-Madero FC weiterveräußert wurde. Seither ist die Stadt nicht mehr in den drei höchsten Spielklassen des mexikanischen Vereinsfußballs vertreten. Daher war man dazu übergegangen, das Estadio Neza 86 zu bestimmten Anlässen den ortsansässigen Football-Mannschaften der Águilas Blancas und der Burros Blancos zu überlassen. Seit Einführung der neuen zweiten Fußballliga namens Liga de Ascenso in der Saison 2009/10 war die Stadt zunächst mit Potros Neza und ist seit 2011/12 mit Toros Neza wieder im Profifußball vertreten.